# Hardee Kirkland
Hardee Kirkland, nato Noble Rarda Kirkland (Savannah, 23 maggio 1868 – Los Angeles, 18 febbraio 1929), è stato un regista, attore e sceneggiatore statunitense.

## Biografia
Nato in Georgia, a Savannah, era figlio di William Whedbee Kirkland (1833-1915), già brigadiere generale dell'esercito confederato durante la guerra civile americana. Sua sorella Bess diventò una famosa attrice di teatro con il nome di Odette Tyler.
Hardee Kirkland lavorò per il teatro e per il cinema ai tempi del muto. Nella sua carriera si contano oltre una quarantina di regie. Fu anche attore e il suo nome appare nel cast di quarantun pellicole. Firmò la sceneggiatura di By Unseen Hand, un cortometraggio prodotto dalla Selig, la casa per cui lavorava.
Morì a Los Angeles il 18 febbraio 1929 all'età di 60 anni.

## Filmografia

### Regista
- The Awakening, co-regia di Hobart Bosworth – cortometraggio (1912)
- Her Bitter Lesson – cortometraggio (1912)
- The Voice of Warning – cortometraggio (1912)
- The Lost Inheritance – cortometraggio (1912)
- A Man Among Men – cortometraggio (1912)
- Friends in San Rosario – cortometraggio (1912)
- The Fire Cop – cortometraggio (1912)
- A Counterfeit Santa Claus – cortometraggio (1912)
- Prompted by Jealousy – cortometraggio (1913)
- The Clue – cortometraggio (1913)
- The Empty Studio – cortometraggio (1913)
- Don't Let Mother Know; or, The Bliss of Ignorance – cortometraggio (1913)
- The Pink Opera Cloak – cortometraggio (1913)
- A Change of Administration – cortometraggio (1913)
- Tommy's Atonement – cortometraggio (1913)
- God's Way – cortometraggio (1913)
- Dixieland – cortometraggio (1913)
- Roses of Yesterday – cortometraggio (1913)
- The Post-Impressionists – cortometraggio (1913)
- A Daughter of the Confederacy – cortometraggio (1913)
- The Ex-Convict's Plunge – cortometraggio (1913)
- The Suwanee River – cortometraggio (1913)
- The Rose of May – cortometraggio (1913)
- The Fate of Elizabeth – cortometraggio (1913)
- Put to the Test – cortometraggio (1913)
- Granny's Old Armchair – cortometraggio (1913)
- Through Another Man's Eyes – cortometraggio (1913)
- The Devil and Tom Walker – cortometraggio (1913)
- Brown's New Monetary Standard – cortometraggio (1913)
- The Broken Vase – cortometraggio (1913)
- The Ten Thousand Dollar Toe – cortometraggio (1913)
- The Adventures of a Watch; or, Time Flies and Comes Back – cortometraggio (1913)
- The Price of the Free – cortometraggio (1913)
- The Way of Life – cortometraggio (1913)
- Her Way – cortometraggio (1913)
- The Policeman and the Baby – cortometraggio (1913)
- The Golden Cloud – cortometraggio (1913)
- The Pendulum of Fate – cortometraggio (1913)
- Sacrifice – cortometraggio (1913)
- The Uprising of Ann
- Her Husband's Friend – cortometraggio (1913)
- Father's Day – cortometraggio (1913)
- The Brute – cortometraggio (1914)
- The Speedway of Despair – cortometraggio (1914)

### Attore
- The Galley Slave
- The Lost Bridegroom
- The Feud Girl
- When False Tongues Speak
- Les Misérables, regia di Frank Lloyd (1917)
- Her Great Chance
- Five Thousand an Hour
- L'occidente (Eye for Eye), regia di Albert Capellani, Alla Nazimova (1918)
- Eye for Eye
- Johnny-on-the-Spot
- The Master Man
- The Peace of Roaring River
- In Wrong
- Smoldering Embers
- Madame X
- A Splendid Hazard, regia di Arthur Rosson (1920)
- Ufficiale 666 o Chi sarà il ladro (Officer 666), regia di Harry Beaumont (1920)
- A Perfect Crime
- Vie del destino (Roads of Destiny), regia di Frank Lloyd (1921)
- The Ace of Hearts, regia di Wallace Worsley (1921)
- Ladies Must Live
- The Lure of Jade
- From the Ground Up
- The Face Between, regia di Bayard Veiller (1922)
- Very Truly Yours, regia di Harry Beaumont (1922)
- Cinque divorzi e un matrimonio (They Like 'Em Rough), regia di Harry Beaumont (1922)
- Sherlock Brown, regia di Bayard Veiller (1922)
- Honor First
- Bells of San Juan
- Youth to Youth
- Without Compromise
- While Paris Sleeps, regia di Maurice Tourneur (1923)
- Quicksands, regia di Jack Conway (1923)
- Are You a Failure?
- Hell's Hole, regia di Emmett J. Flynn (1923)
- Woman-Proof
- The Mailman
- Great Diamond Mystery
- The Arizona Romeo
- Bad Boy
- Private Affairs, regia di Renaud Hoffman (1925)
- The Shadow on the Wall, regia di B. Reeves Eason (1925)

### Sceneggiatore
- By Unseen Hand, regia di William Duncan – cortometraggio (1914)